# Radek Novotný (herec)
Radek Novotný (* 31. července 1983 Havlíčkův Brod) je český divadelní herec.
Roku 2003 absolvoval Gymnázium dr. A. Hrdličky v Humpolci a následně v roce 2007 vystudoval muzikálové herectví na Divadelní fakultě Janáčkovy akademie múzických umění v Brně. Od 1. srpna 2007 se stal členem souboru Městského divadla Brno.

## Role vMěstském divadle Brno
- Šmelda – West Side Story
- Gustav – Mam´zelle Nitouche
- Muž v Eastwicku – Čarodějky z Eastwicku
- Georg Zimmer – Probuzení jara (Spring Awakening)
- Ambrosius Kemper – Hello, Dolly!
- Neleus, Panďulák – Mary Poppins (muzikál)
- Marius – Bídníci
- Anastasius – Papežka